# Giovanna Caleffi

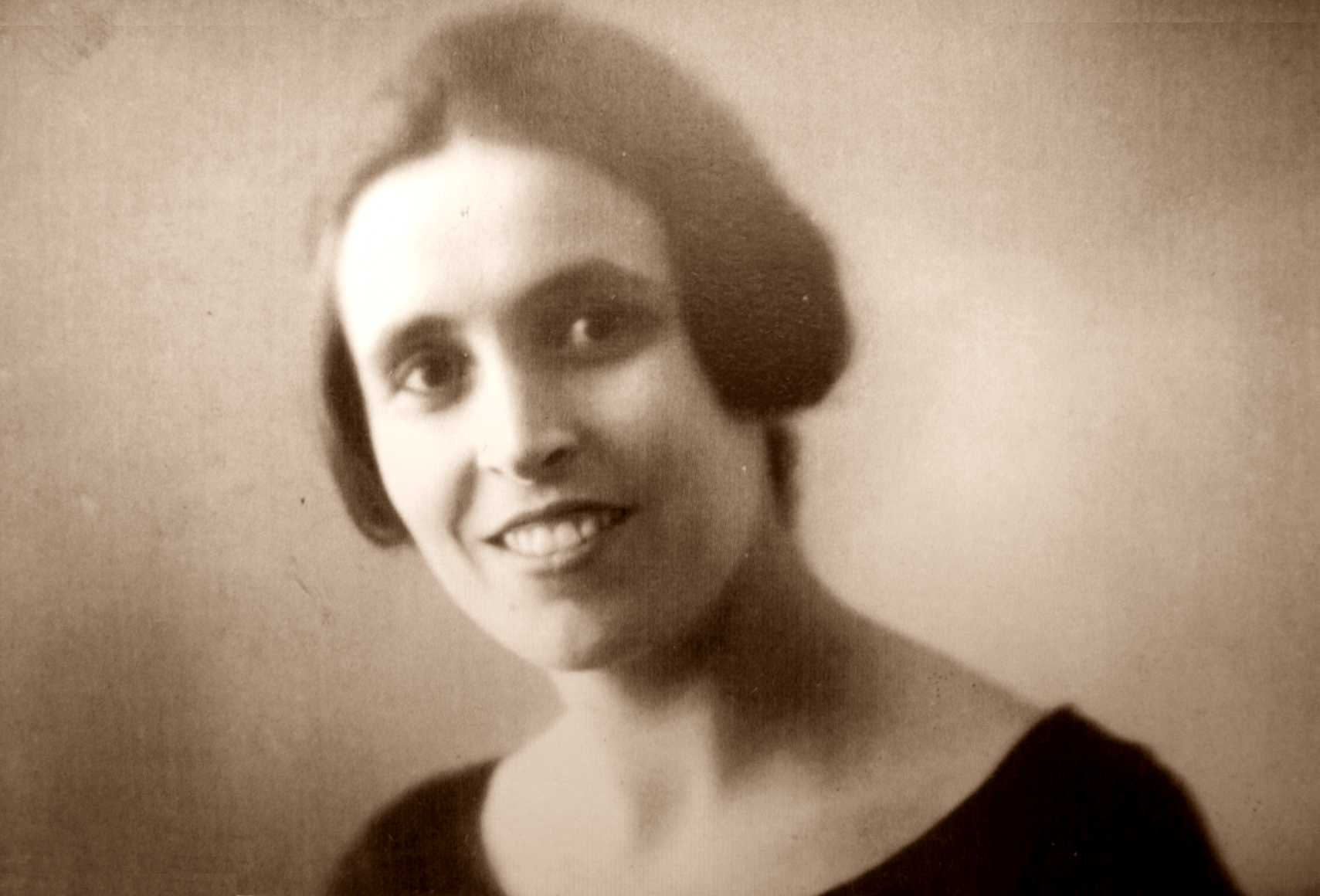
Giovanna Berneri

Giovannina Caleffi (Gualtieri, 4 maggio 1897 – Nervi, 24 marzo 1962) è stata un'anarchica italiana.

## Biografia e attività sociale e politica

### L'adolescenza e il matrimonio
Il vero nome anagrafico è Giovannina, e non Giovanna come viene comunemente chiamata. I genitori, Giuseppe e Caterina Simonazzi, avranno cinque figli. Giuseppe, con il figlio maggiore, emigra. Giovanna frequenta le prime classi a Gualtieri poi si reca a Reggio Emilia per studi di grado superiore.
A Reggio Emilia Giovanna prende contatto con il circolo socialista e dimostra grande interesse per il ciclo di conferenze tenuto da Camillo Prampolini. Appena quindicenne abbandona il cattolicesimo affrontando lo scontro con la sua famiglia che è molto religiosa.
Adalgisa Fochi, madre di Camillo Berneri e già nota scrittrice oltreché attivista del circolo femminile socialista è fra le insegnanti di Giovannina. Quest'ultima nel 1915 ottiene il diploma di abilitazione all'insegnamento nella scuola elementare e inizia a lavorare a Santa Vittoria di Gualtieri. L'anno successivo, ottenuto il ruolo di insegnante a tempo indeterminato, viene inviata alle elementari di Montecchio Emilia (RE). È l'anno in cui incontra Camillo Berneri, figlio della sua ex insegnante Adalgisa Fochi che all'epoca è studente liceale e militante nella Federazione Giovanile Socialista, partito che presto abbandonerà abbracciando l'ideologia anarchica. Camillo Berneri si sposta ad Arezzo, dove in quel momento insegna la madre Adalgisa Fochi, e Giovanna lo raggiunge dopo circa un anno. I due si amano e si sposano, col permesso scritto dei genitori, perché entrambi minorenni, il 4 novembre 1917 a Gualtieri

### La nascita delle due figlie
Camillo, richiamato alle armi, è stato inviato come soldato al fronte durante la prima guerra mondiale e non potrà assistere alla nascita della primogenita Maria Luisa, il 1º marzo 1918. Al ritorno di Camillo la famiglia si stabilisce a Firenze dove, il 5 ottobre 1919, nasce la seconda figlia, Giliana. Il fascismo sta iniziando la scalata al potere e la casa Berneri-Caleffi diviene luogo di discussione e porto sicuro per noti antifascisti quali Gaetano Salvemini e i leader  del Circolo di cultura fiorentino con Piero Calamandrei, i Fratelli Rosselli, Ernesto Rossi, Piero Jahier. Fino a quel periodo Giovanna non si è più impegnata come militante in politica in quanto deve far fronte alle ristrettezze economiche causate dalla militanza del marito e nelle sue memorie scrive quel che diceva normalmente Camillo all'amico e compagno Salvemini 
A fascismo divenuto, o in fase di divenire, regime, iniziano per la famiglia Beneri-Caleffi le vessazioni e le repressioni.

### L'espatrio in Francia
Camillo Berneri è aggredito dai fascisti ripetutamente e, dato che non ha giurato fedeltà al regime, è allontanato dal suo lavoro di professore, e, nell'aprile del 1926, ripara in Francia. Giovanna rimane con figlie e suocera nella casa di suo padre Gualtieri, ma, allorché viene allentata quanto basta la vigilanza dei fascisti sulla famiglia, il 1º agosto dello stesso anno attraversa in modo avventuroso la frontiera a Ventimiglia. La famiglia, di nuovo riunita, si stabilisce a Saint-Maur-des-Fossés, nella periferia di Parigi, ma si trova innanzi a enormi difficoltà finanziarie, come la maggioranza dei fuoriusciti, e nel 1929 Camillo Berneri fidandosi di un presunto amico, Ermanno Menapace, che invece è una spia dell'OVRA, viene arrestato e successivamente espulso dalla Francia. Per Camillo inizia la travagliata peregrinazione attraverso l'Europa per cercar rifugio sicuro. Nel contempo Giovanna si dà da fare per ottenere permessi di soggiorno per il marito attraverso la rete dei compagni e l'interessamento dell'avvocato Paul De Bock di Bruxelles. In quegli anni il peso del sostentamento della famiglia ricade completamente sulle sue spalle. Nel 1933 Giovanna riesce ad avere in gestione una drogheria in rue de Terre-Neuve, al numero 20, e ben presto il locale si trasforma in luogo di incontro ed interscambio notizie per gli anarchici fuoriusciti: per tutto ciò, e per essere soprattutto moglie di Camillo Berneri, è soggetta a stretti controlli da parte dei poliziotti e dei servizi preposti dal Ministero degli Interni francese. Vengono effettuati accertamenti su Maria Bibbi, che sembra lavorare con Giovanna e l'ideologia politica di Giovanna Caleffi è nota tramite la Prefettura di Milano. Siamo alle soglie dell'invasione italiana d'Etiopia e anche la guerra di Spagna non è lontana. Allo scoppio di quest'ultima, Camillo raggiunge la Catalogna per combattere assieme ai miliziani anarchici. Alla morte della moglie di Antonio Cieri i suoi figli verranno da lui affidati a Giovanna Caleffi.

### La guerra di Spagna
Nel corso della guerra di Spagna, hanno luogo, nel 1937, gli scontri fra anarchici e comunisti antistalinisti da una parte contro i comunisti filo stalinisti dall'altra: si arriva all'eliminazione dei miliziani antifascisti oppositori dello stalinismo e Giovanna è di nuovo sola a occuparsi delle bambine. Camillo Berneri, insieme a Francesco Barbieri, è trucidato da emissari di Stalin il 5 maggio 1937 a Barcellona, così come altri leader del POUM. Giovanna e la figlia Maria Luisa partecipano ai funerali del familiare trucidato e, da quel momento, Giovanna si avvicina all'ideologia anarchica divenendo una militante e tenendo i contatti con i fuoriusciti anarchici negli USA. Inizierà a scrivere per il giornale anarchico di Boston Controcorrente e pubblicherà anche un suo appello su L'Adunata dei Refrattari non firmandolo per motivi di sicurezza (1939). Tale appello è inerente all'internamento dei miliziani antifascisti reduci dalla guerra di Spagna, rinchiusi nei campi di concentramento francesi. La stessa Emma Goldman si prodiga affinché l'appello della Caleffi abbia la più ampia diffusione possibile a mezzo stampa. Nel frattempo (1938) Giovanna ha fondato il Comitato Camillo Berneri che pubblica una raccolta del marito intitolata  Pensieri e Battaglie, ed è sempre Emma Goldman che fa la prefazione alla raccolta di scritti.

### Ritorno in Italia
Gli anni successivi sono gli anni degli articoli e delle iniziative a ricordo di Camillo Berneri. Nel 1940 la Francia capitola in brevissimo tempo di fronte ai Germanici, che occupano direttamente la parte settentrionale e occidentale del paese, mentre concedono al governo collaborazionista di Vichy di amministrare, sotto la propria tutela, la parte centro-meridionale. I fascisti possono finalmente occuparsi dei furiusciti antifascisti rifugiatisi in Francia: Giovannina viene incarcerata per tre mesi nella prigione de La Santé, per poi, nel febbraio del 1941 essere trasferita in Austria. Dopo alcuni mesi di carcere, e a seguito di ripetuti spostamenti, viene deportata in Germania dove rimane in prigione per cinque mesi. Dopo altri trasferimenti in varie carceri tedesche, è condotta nuovamente in Austria per essere consegnata ai fascisti: instradata in Italia, viene successivamente condannata ad un anno di confino a Lacedonia con l'accusa di aver svolto attività sovversive all'estero contro il regime. Scontato il confino, l'anarchica fa perdere le sue tracce nel meridione d'Italia e ritorna a Gualtieri, ma, per timore che possa riprendere i contatti con la rete di anarchici e antifascisti (già attivi nella resistenza francese), le autorità non le concedono il passaporto per la Francia. A Gualtieri ritrova Cesare Zaccaria, amico di vecchia data della famiglia Berneri-Caleffi, e va a vivere con lui. Nel frattempo sopraggiunge il 25 luglio 1943 e la caduta del fascismo.

### Gli ultimi anni di guerra e i primi del dopoguerra
Caduto fascismo, inizia il periodo della Resistenza e della Resistenza anarchica. Giovanna Caleffi assieme a Cesare Zaccaria è impegnata a ricucire le file del movimento anarchico con Armido Abbate, Pio Turroni e altri compagni. Esce nel 1944 in clandestinità La Rivoluzione libertaria e Volontà che, dopo il congresso di Carrara, da foglio giornaliero diverrà rivista a cui collaborano anche Ignazio Silone, Albert Camus e Gaetano Salvemini. Giovanna pensa che il movimento anarchico debba adeguarsi al dinamismo del periodo ed alle scelte internazionali delle grandi potenze uscite vincitrici dalla seconda guerra mondiale. In occasione della prima pubblicazione di Volontà la Caleffi dichiara 
 Di notevole interesse è la lettera scritta da Giovanna nell'aprile del 1945 al gruppo anarchico che fa capo alla Federazione Comunista Libertaria di Livorno in cui esprime la propria contrarietà all'ipotesi che la Federazione Comunista Libertaria di Livorno entri nell'organizzazione livornese del CLN, ricordando l'esperienza di Spagna e soprattutto le lotte a Barcellona, nel maggio 1937, contro i comunisti stalinisti. La Caleffi ha compreso che in quel momento storico la linea del PCI, forza dominante nel CLN livornese, non può essere altro che filo-stalinista data anche l'egemonia assoluta di Palmiro Togliatti nel partito.  Frattanto escono grazie al suo fondamentale contributo le edizioni RL e la Collana Porro su cui hanno spazio gli scritti di anarchici "padri" del movimento quali Errico Malatesta, Boris Volin, ed intellettuali anarchici e/o di tendenza anarchica quali Luce Fabbri, Carlo Doglio.
Con Cesare Zaccaria si impegna alla divulgazione del metodo di controllo delle nascite, pubblicando un libriccino, nel 1948, dal titolo Il controllo delle nascite. Tale opuscolo è una raccolta di scritti, già comparsi nel 1947 su Volontà, tendenti a dimostrare la tesi che un eccesso di nascite, in un paese come l'Italia del tempo, è solo cagione di miseria e disuguaglianza sociale. L'opuscolo, sequestrato dai poliziotti, sarà alla base dell'accusa, rivolta sia alla Caleffi che al Zaccaria, di "propaganda contro la procreazione". Processati, sono assolti con formula piena due anni più tardi, nel maggio del 1950. Nel contempo la Caleffi invia i suoi articoli a varie testate libertarie in Italia e degli emigrati anarchici (e/o fuoriusciti a causa del fascismo ed ivi rimasti) in USA: per le pubblicazioni italiane ricordiamo gli scritti della Caleffi su Umanità nova, Il Mondo, Il Lavoro nuovo di Genova, per le testate statunitensi L'Adunata dei Refrattari e Controcorrente di Boston. Giovanna Caleffi si occupa anche, in quegli anni, di questioni di supporto sociale ed economico ai disagiati. Nell'estate del 1948 riesce a condurre in porto un progetto che le stava particolarmente a cuore: portare in vacanza i figli dei compagni meridionali tramite il supporto logistico ed economico dei compagni del nord. Pur non essendo il primo esperimento di tale tipo, rappresenta certamente una novità per l'epoca e il successo ottenuto fa sì che venga ripetuto anche nel 1949. Nello stesso anno muore prematuramente la primogenita Maria Luisa. Per ricordarla, a nome di un'ideologia che anche la giovane defunta aveva fatto propria, la Caleffi si fa promotrice di un progetto ambizioso: strutturare una colonia stanziale a Cesenatico che porti il nome di sua figlia. Il progetto va in porto nel 1951, grazie anche a Cesare Zaccaria che mette a disposizione la sua casa di campagna nei pressi di Piano di Sorrento. La raccolta dei fondi effettuata a tale proposito, non era stata infatti sufficiente per poter edificare una nuova costruzione. La colonia riesce a mantenersi in vita per sette anni, fino all'estate del 1957. All'origine della sua chiusura è il debito accumulato, pari a 112 419 lire (cifra ragguardevole per l'epoca, soprattutto in considerazione delle modeste possibilità economiche degli organizzatori) e il ritiro dal progetto di Cesare Zaccaria, dopo l'esaurimento del rapporto intrattenuto con Giovanna Caleffi.

### Gli anni genovesi
La Caleffi nel 1956 si trasferisce nel sobborgo genovese di Nervi che, durante la Resistenza, è la base di operazioni di una formazione partigiana anarchica in cui militava Lorenzo Parodi, e dove viene trasferita sia la direzione di Volontà sia l'editazione per essere poi distribuita sul territorio nazionale. È il periodo in cui Cesare Zaccaria abbandona sia il movimento anarchico che il suo impegno in Volontà sulle cui pagine usciranno degli articoli che spiegano il suo modo di sentire e di interpretare la precedente militanza anarchica e, più in generale, il periodo storico vissuto. Intanto la Caleffi vuole, anche se sotto forme e modalità diverse, riprendere l'esperienza della colonia esauritasi nel 1957, e, tramite l'aiuto dei compagni, acquisisce, non senza difficoltà, un appezzamento di terreno a Ronchi di Massa a soli settecento metri dalle spiagge. La colonia prende nome di Comunità Maria Luisa Berneri e Giovanna si impegna con ogni sua forza in tale esperimento dai possibili e non trascurabili risvolti sociali. La Comunità Maria Luisa Berneri riesce a sopravvivere per tre anni anche dopo che la figlia Giliana abbandona sia il lavoro all'interno di essa, che il movimento anarchico. Giovanna, amorevolmente assistita da Aurelio Chessa, muore 14 marzo 1962  per problemi cardiaci mentre stava uscendo dall'ospedale di Genova-Nervi a causa di un precedente ricovero. Aurelio Chessa sarà successivamente il curatore dell'Archivio Famiglia Berneri il cui nome completo è attualmente Archivio Famiglia Berneri-Aurelio Chessa.